# Peugeot Type BP 1
Pour les articles homonymes, voir Peugeot et BP.
Ne doit pas être confondu avec Peugeot Type 69 ou Peugeot BB.
 (avril 2023).
Si vous disposez d'ouvrages ou d'articles de référence ou si vous connaissez des sites web de qualité traitant du thème abordé ici, merci de compléter l'article en donnant les références utiles à sa vérifiabilité et en les liant à la section « Notes et références ».
La Bébé Peugeot ou Peugeot Type BP 1 (deuxième modèle à porter le surnom Peugeot Bébé  après la Peugeot Type 69 de 1905) est une petite voiture du constructeur automobile français Peugeot, présentée au salon de l'automobile de Paris 1912, et fabriquée sous licence de Bugatti Type 19 à 3095 exemplaires de 1913 à 1916.

## Histoire
Ettore Bugatti fonde Bugatti et son usine Bugatti de Molsheim en 1909, pour concevoir et fabriquer ses premiers modèles de Bugatti Type 10, 13, 15, 16, 17, et 18.

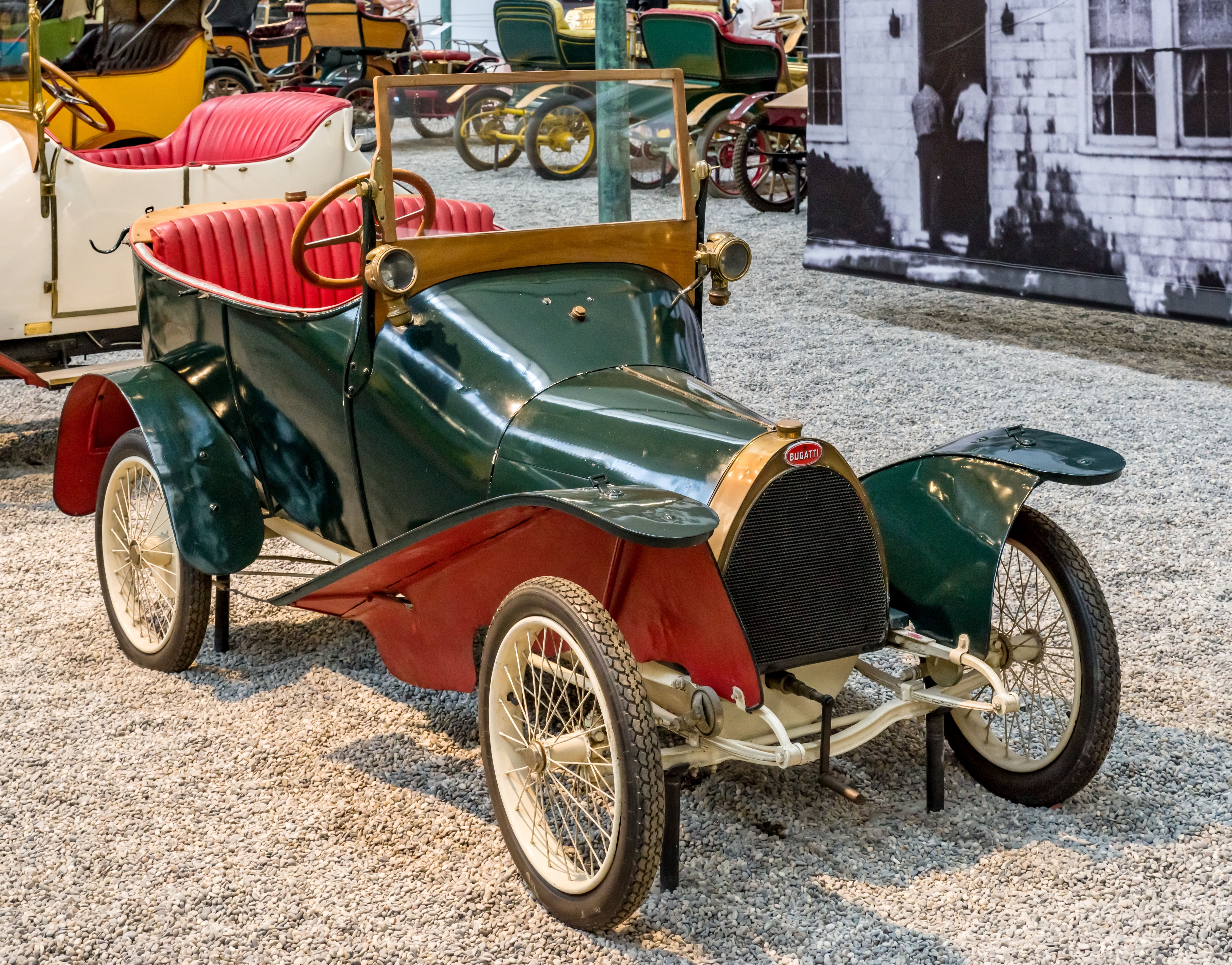
Bugatti Type 19 (1911)
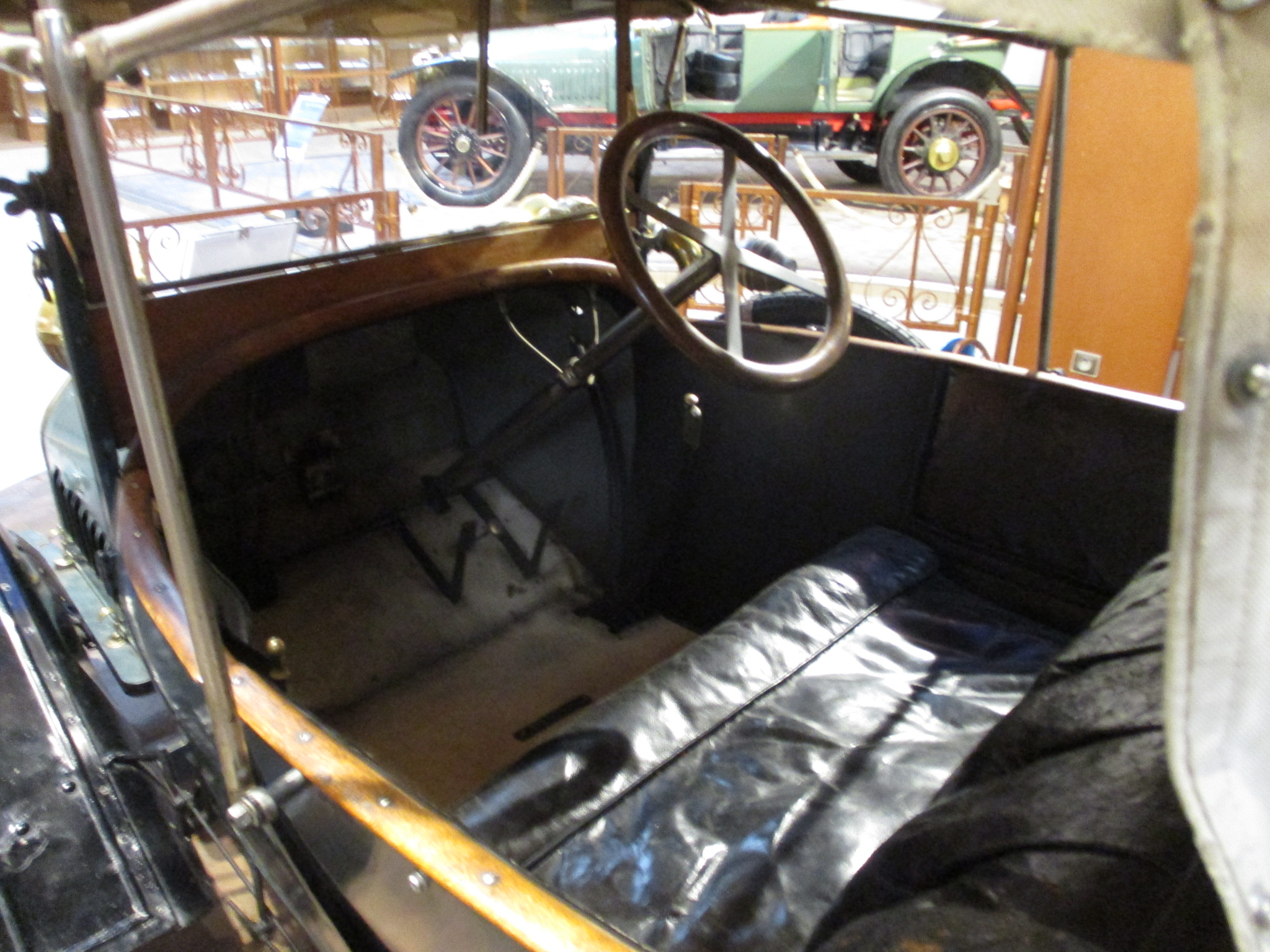
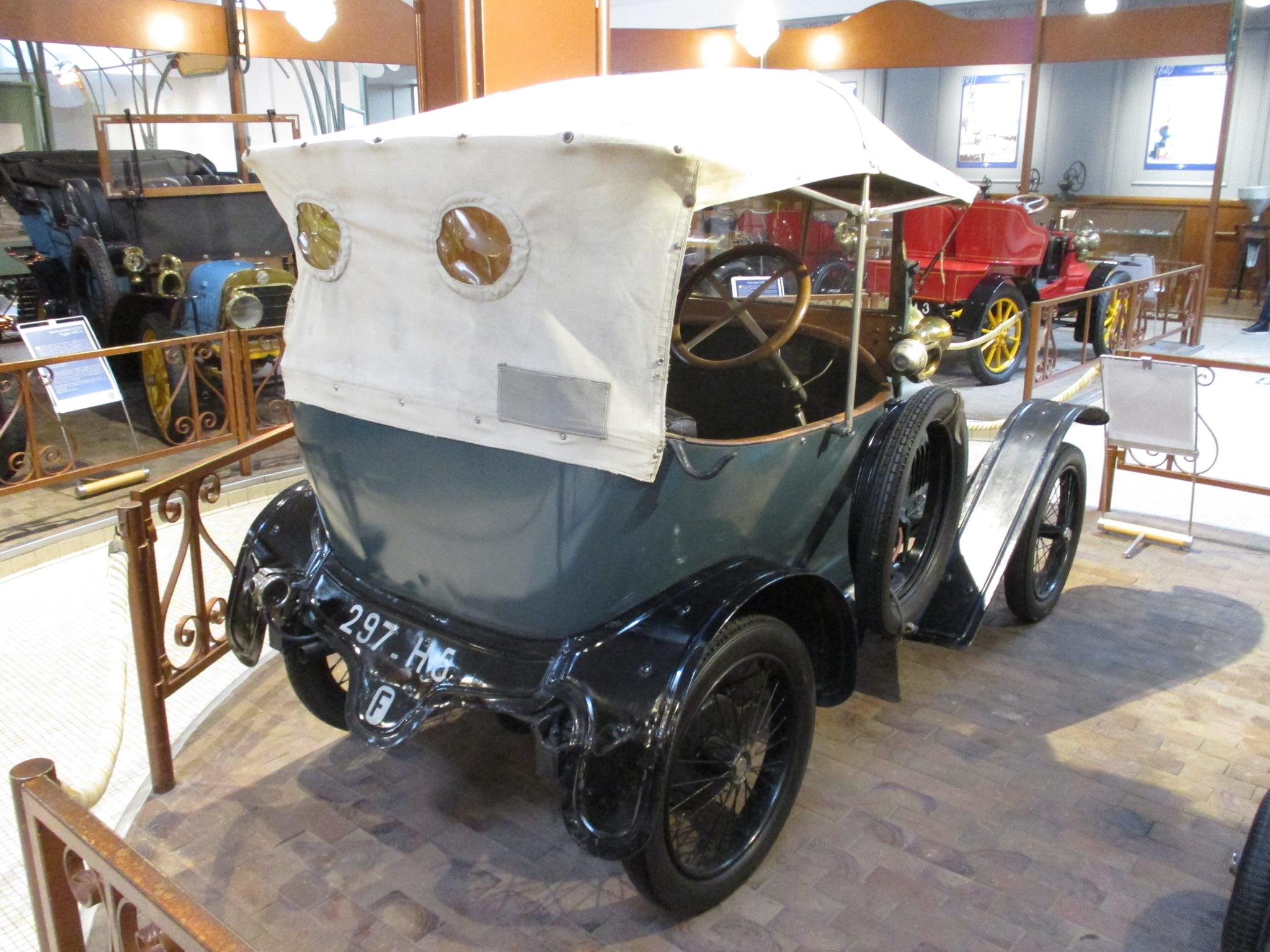
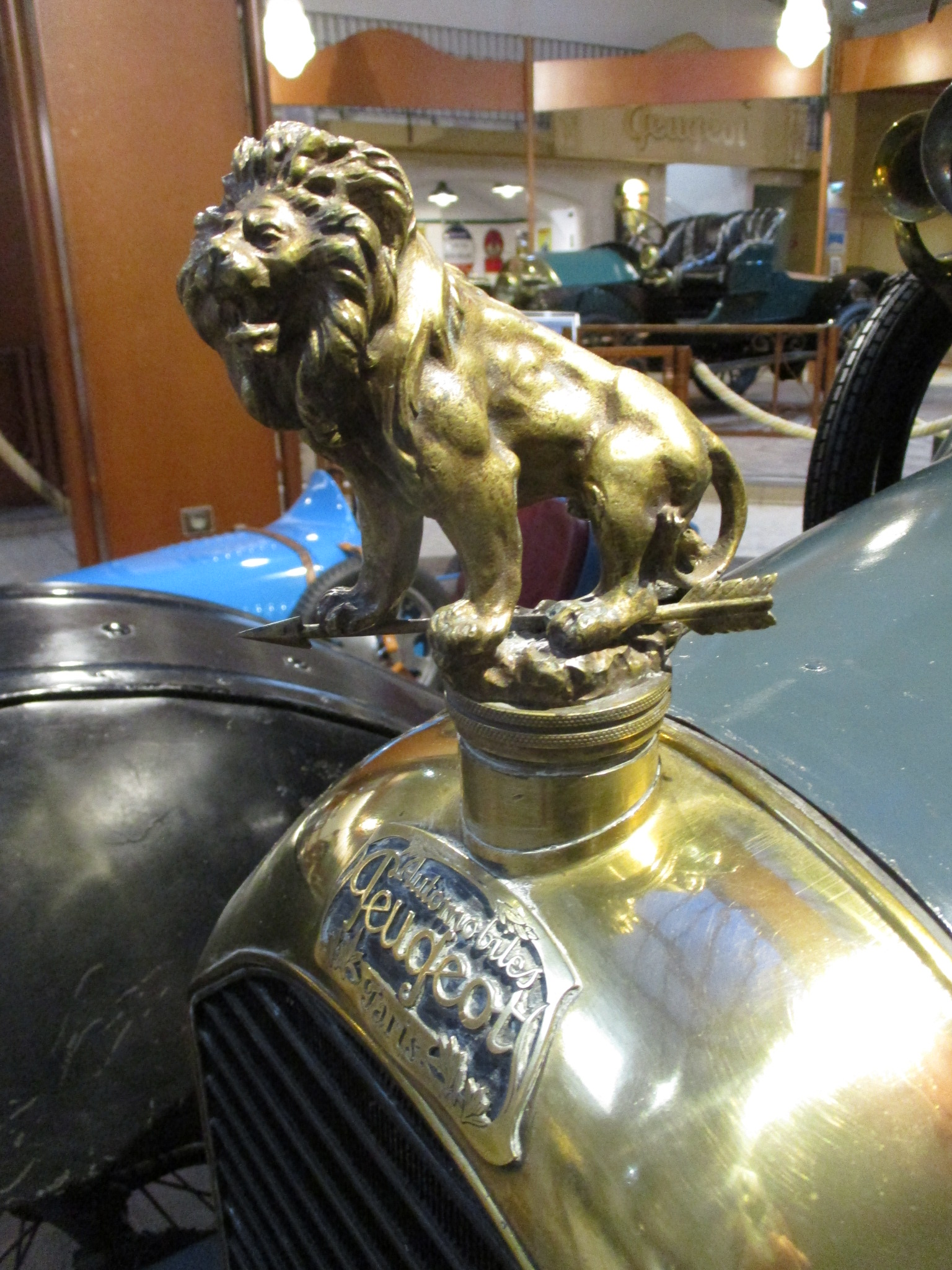

Il expose son prototype de Bugatti Type 19 (inspiré de ses modèles précédents, avec une étude de variante Bugatti Type 20 à quatre places) au salon de l'automobile de Paris 1911,. Armand Peugeot (héritier de Peugeot) en achète alors la licence de fabrication, pour vendre avec succès ce petit modèle économique de type cyclecar à plus de 3000 exemplaires, avec calandre et Lion Peugeot de bouchon de radiateur pour emblème, et moteur 4 cylindres Bugatti (estampillé Peugeot) de 856 cm³ de 10 ch pour 60 km/h de vitesse de pointe,,.

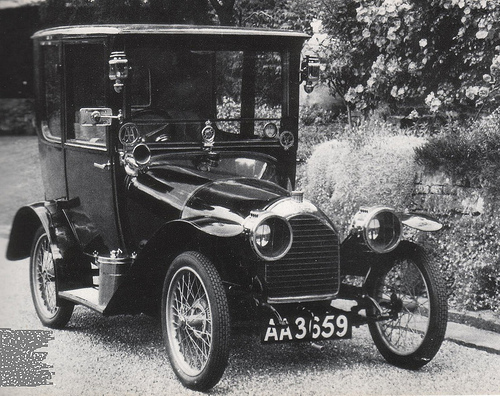
Berline
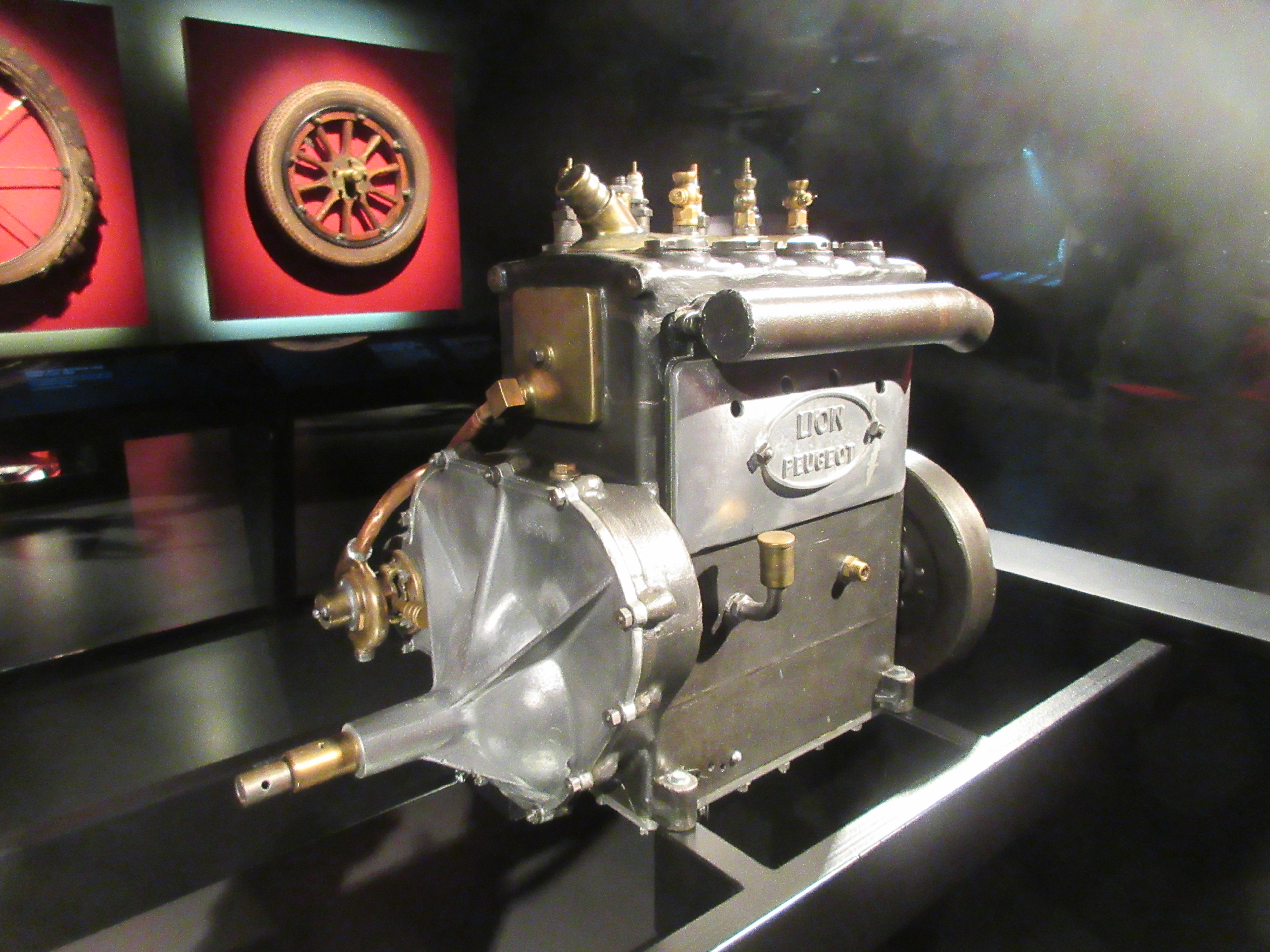
Moteur 4 cylindres Bugatti-Peugeot
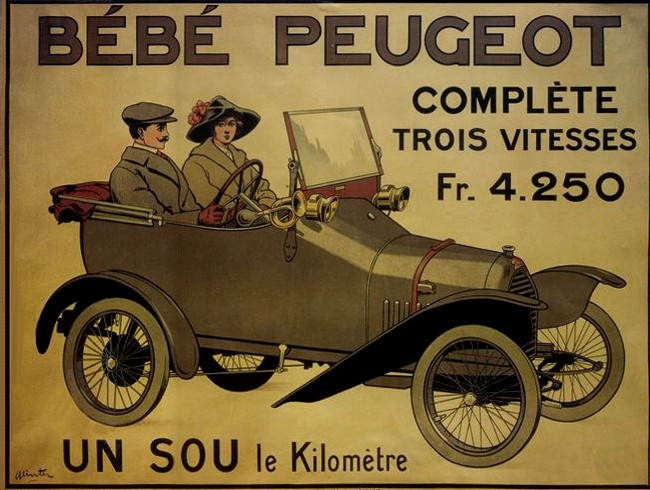
Affiche publicitaire

Ce petit modèle économique complète la gamme de voitures Peugeot de l'époque, dont Peugeot Lion VC2 (1909), Peugeot Type 127 (1911), Peugeot Type 139 (1911), Peugeot Lion V4C3 (1912), Peugeot L76 (1912)... avec entre autres concurrentes des Ford T (1908), Renault Type AX (1908), Delahaye Type 32 (1907), Delage Type AB (1910), Citroën Type A (1919)...